# سمرة بن جندب
سمرة بن جندب (المتوفي سنة 58 هـ) صحابي من صغار الصحابة، وأحد رواة الحديث النبوي.

## سيرته
نشأ سمرة بن جندب في مضارب قبيلته فزارة إحدى قبائل غطفان، ثم قدمت به أمه المدينة المنورة بعد موت أبيه، فتزوجها رجل من الأنصار. شارك سمرة في غزوة أحد بعد أن أجازه النبي محمد ﷺ للقتال، وشارك معه في عدة غزوات. وبعد الفتوحات الإسلامية، نزل سمرة البصرة، وأقام فيها. ولما ولي زياد بن أبيه البصرة والكوفة، استعان بسمرة بن جندب، فكان يستخلفه على البصرة إذا سار إلى الكوفة، ويستخلفه على الكوفة إذا سار إلى البصرة. ولما مات زياد استخلفه على البصرة، فأقره معاوية بن أبي سفيان عليها عامًا أو أقل، ثم عزله. وكان سمرة في ولايته شديدًا على الخوارج الحرورية، كان إذا أتي بواحد منهم قتله، وهو يقول: «شر قتلى تحت أديم السماء يُكفّرُون المسلمين، ويسفكون الدماء».
توفي سمرة سنة 58 هـ، وقيل سنة 59 هـ بالبصرة. وقد خلف سمرة بن جندب رسالة إلى بنيه تضمّنت أحاديث نبوية مُدوّنة.

## روايته للحديث النبوي
- روى عن: النبي محمد وأبي عبيدة بن الجراح.[3]
- روى عنه: ابنه سليمان بن سمرة وأبو قلابة الجرمي وعبد الله بن بريدة وأبو رجاء العطاردي وأبو نضرة العبدي والحسن البصري ومحمد بن سيرين[2] وعامر الشعبي وعبد الرحمن بن أبي ليلى وعلي بن ربيعة الوالبي ويزيد بن عبد الله بن الشخير وأبو العلاء[4] والأسقع بن الأسلع وثعلبة بن عباد وحصين بن أبي الحر العنبري والربيع بن عميلة الفزاري وزيد بن عقبة الفزاري وابنه سعد بن سمرة بن جندب وسمعان بن مشنج وسوادة بن حنظلة القشيري وعبد الرحمن الجرمي وقدامة بن وبرة وأبو الدهماء قرفة بن بهيس العدوي ومحمد الباقر والمهلب بن أبي صفرة وميمون بن أبي شبيب وهلال بن يساف وهياج بن عمران البرجمي وأبو أيوب يحيى بن مالك المراغي وأبو المهلب الجرمي.[3]
- منزلته: قال محمد بن سيرين: «كان سمرة عظيم الأمانة، صدوقًا»،[2] كما كان الحسن وابن سيرين يثنيان عليه،[3][2] وقد روى له الجماعة.[6]